# Гопурам

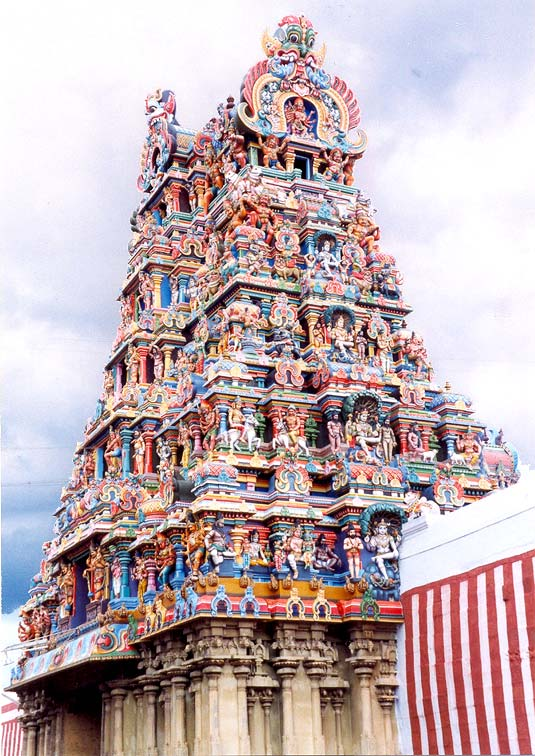
Ґопура храму в Мадураї.

Ґопурам або ґопура (санскр. गोपुर Gōpura), (там. கோபுரம் Kōpuram) — надбрамна вежа в храмовій огорожі індуїстських храмів, відмінна риса індійської середньовічної архітектури, особливо характерна для Південної Індії. Служить як вхід у храмовий комплекс. Ґопура має теж функціональне значення, що і гопурам — монументальна споруда над проходом через огорожу храму. Слово «ґопура» використовується в описі споруд (храмових комплексів) на території Південно-Східної Азії.

## Історія
Традиція будівництва ґопураму бере свій початок в державі Паллавів, а в 12 столітті в державі Пандья він стає домінантною рисою зовнішнього вигляду храму, нерідко затьмарюючи внутрішнє святилище, яке ховалося з уваги колосальними розмірами ґопураму. Він також перевершував внутрішню частину святилища за багатством орнаменту. Багато храмів мали більше одного ґопураму.

## Архітектура
Підстава ґопураму звичайно є прямокутником. Внизу знаходяться багато прикрашені вхідні двері. Зверху розташовується конічне навершя, що складається з декількох рівнів, що зменшуються в міру звуження гопураму. Зазвичай вежу увінчує дах з циліндричним склепінням.
Гопурами вишукано прикрашені скульптурою, різьбленням і розписом на теми з індуїстської міфології, особливо пов'язаними з божеством, якому присвячено храм, в якому розташований ґопурам.

## Приклади
Найвищий ґопурам розташований в індуїстському храмі бога Шиви у Мурдешварі. Він сягає 75 метрів.